# Julius Schaeffer
Julius Schaeffer, alternativament Schäfer, (Krevese, avui part d'Osterburg, 28 de setembre de 1823 - Breslau, aleshores a l'Imperi Alemany, avui a Polònia, 10 de febrer de 1902) fou un compositor i musicògraf alemany.
Estudià a la Universitat de Halle i llavors entaulà amistat amb Robert Franz, que el posà en relació amb Schumann i Mendelssohn. Degut a la influència d'aquests, es decidí a dedicar-se per sencer a la música, però no va poder realitzar aquesta decisió fins algun temps més tard. Per a perfeccionar els seus coneixements estudià amb Dehn, i el 1855 fou nomenat director de la capella ducal de Schwerin. El 1860 succeí a Reinecke com a director de música de la Universitat i de la Singakademie de Breslau on va tenir entre d'altres alumnes Emil Bohn, i el 1872 aconseguí el títol de doctor honoris causa.
Com a compositor és conegut per alguns cors i lieder, però deu principalment la seva reputació als seus treballs de crítica i història musical, entre els que mereixen especial menció els següents;
- Zwei Beurteiler von Dr. R. Franz, (1863)
- Fr. Chrysander in seinen klavierauszügen zur Deutschen Händel Ausgabe, (1876)
- R. Franz in seinen Bearbeitungen älterer Vokalwerte, (1877)